# Baby TV
Baby TV（ベイビーティーヴィ）は2003年12月4日にFOXインターナショナル・チャンネルズ → FOXネットワークス・グループ（FOX）によりイギリスで開局。14言語、85カ国・地域で展開している24時間幼児向け教育専門テレビチャンネル。

## 概要
日本ではダイネン企画が運営するGLC24時間英会話chをFOXが承継し、2008年4月1日に『Baby TV こどもえいごチャンネル』（スカパー!（現・スカパー!プレミアムサービス） Ch.SD343）として開局。その関係で全編英語放送であったが、2010年7月1日に『FOXベイビー』（フォックスベイビー）にチャンネル名を変更。日本語放送を行っている。
2011年6月末日でスカパー! Ch.SD343での放送を終了。2011年7月7日より、FOXライフで月曜日 - 金曜日の6:00 - 7:00にFOXベイビーアワーを設ける。同時にFOXライフのサイマル放送を行っているスカパー!e2（現・スカパー!）Ch.CS315のFOXプラスにて放送を開始したが、FOXライフの放送終了に伴い、これらの放送も終了している。
2011年10月現在、日本ではひかりTV、BBTVおよび一部のケーブルテレビ局に配信されている。さらに、FOX bs238（現・FOXスポーツ&エンターテイメント）でも放送された。2012年6月よりジュピターテレコム（J:COM）で放送開始した。
日本では2013年5月から2016年4月28日までTwellVで（末期は16年4月のみ月曜 - 金曜深夜3:30 - 4:00、日曜 - 木曜27:30 - 28時に）放送。番組名は『ベイビーTV』。
2021年1月31日24時をもってケーブルテレビ局向けの放送を終了した。その後もHuluのライブTVにて配信を継続していたが、同年9月30日23時59分をもって終了した。